# 大西健晴
大西健晴（1967年7月8日—）是日本男性聲優、舞台俳優。出生於奈良縣，隸屬ARTSVISION。

## 演出作品
※ 主角以粗體表示。

### 電視動畫
- MÄR 魔兵傳奇（ゲイラン）
- 名偵探柯南（和田實、其他）
- （郎黨、栴岳承芳、今川義元）
- 第一神拳（石野會長、觀客）
- 霸王大系龍騎士（ドワーフ、士兵）
- 忍者亂太郎[第7期]（學生、男、宮本六作、其他）
  - 忍者亂太郎[第8期]（侍、客人、忍蛋的父兄、店員）
  - 忍者亂太郎[第9期]（兵、農夫、城的武士）
- 哆啦A夢 (大山羨代版)（警察官、店員、駕駛員、男、審判）
- （煙火超人〈第2代〉）
- 週刊（部下、山本、乘客、駕駛者、其他）
- 骷髏13（ファレ）
- （之父、之叔父）
- （太田資始、勝海舟、其他）
- （八丁堀刑事、司會、其他）
- 銀魂（村田鐵矢）
- 金田一少年之事件簿（急救隊員）
- 犬夜叉（野武士、村人）
- - （父）
  - （TV的聲音、男之聲、車站員、課長、其他）
  - （海之家的人）
- 神奇寶貝系列
  - 神奇寶貝（信彥）
  - 神奇寶貝超世代（ガロン）
- 炎之蜃氣樓（亡靈、男）

1997年
1998年
- 失落的宇宙（酔っ払い）
- 夢幻拉拉（スカウト）
- 魔術士歐菲（見張り）
- 秋葉原電腦組（警官、路易十五世、國連代表）
- 幸運女神 小不隆咚便利多多（黑貓、二郎、其他）

1999年
- 火魅子傳（邪麻台國士兵）
- 裝甲救助部隊（船員）
- 漫遊記（魔劍士隊長）
- 下級生（搭訕男）
- 快感指令（敦郎之父、重役、大西社員）
- （弁士）

2000年
- 闇之末裔（校長）
- 無敵王
- BRIGADOON （官房長官、警察官、機動隊員、其他）
- 幻影死神（法醫、編輯部員）
- （石田、七海鯖之信、宇崎龍童）
- 機神新世紀（クルト、士兵）
- 沉默的未知（隊長、操作員、觀測士）

2001年
- 魔法戰士李維（漁夫）
- 宇宙人形17（擔當官）
- （校長）
- 小小雪精靈（農夫）
- 地球防衛家族（駕駛員）
- 逮捕令 Second Season（山本）
- Z.O.E Dolores, i（兵）
- 哈雷小子（情侶男）
- 基因攻防戰（元老院·）
- 天使領域（警備員）
- 少年足球（役員）

2002年
- 我們這一家（司機、播報員、相聲大師A、電視機的聲音、男性、酒店的男性 其他）
- Heat Guy-J（トム・ヤンク）
- （手下A1）
- 白色十字架（佐野健一、不良、北柿貴司、其他）
- 禁獵魔女（田澤恒雄）
- 閃靈二人組（醫師）

2003年
- 波波克里斯（ゴン）
- 貯金大冒險（チョリソー）
- 萬花筒之星（亞隆·布拉斯）
- F-ZERO 

2004年
- Monkey Turn 系列（三船正義）
- 爆裂天使（子分B）
- Keroro軍曹（掃地工2）
- 烘焙王（長宗部我真）

2005年
- 玻璃假面（西脇審查員）
- 洛克人EXE BEAST（キラーマン）
- 強殖裝甲（速水利章）
- 怪醫黑傑克（秘書、阿先、工作人員）

2006年
- 流星洛克人（星河大吾）
- （君、雨太郎）
- 不可思議星球的雙胞胎公主（ウンチーク）
- 死亡筆記本（庫克）
- 結界師（斑尾）
- 怪俠索羅利（農夫大叔）

2007年
- 流星洛克人 Tribe（コンドル）
- MOONLIGHT MILE 1st -Lift off-（鑑識課職員）
- 魔人偵探腦嚙涅羅（厚木順一）
- （君、雨太郎）
- 天才? Dr.（重役A、族長）
- 黑之契約者（アラン）
- 偶像大師 XENOGLOSSIA（佐藤）

2008年
- 世界毀滅 世界撲滅的六人（案内ロボ）
- 藥師寺涼子怪奇事件簿（被害者男子）
- 波菲的漫長旅程（達里歐）
- RD 潛腦調查室（小山）

2011年
- 哆啦A夢(水田山葵版)（相撲力士、貝托班、主播、巫毒玩偶、小狗 其他）

2014年
- 即使如此世界依然美麗（卡爾、蘭達）
- 寄生獸 生命的準則（古文老師、不良）

2016年
- 名侦探柯南（男性）
- 龍族拼圖X（雞販大叔、司令室長）
- DAYS（龍真教練）

2017年
- 來自「没有荣耀的天才们」的故事（日语：栄光なき天才たち）（男A）[1]
- 名侦探柯南（抢劫犯）

2018年
- 千緒的通學路（社會科教師）
- 名侦探柯南（云母定数）
- 錢進球場（球隊社長）

2019年
- 名侦探柯南（万田照臣）
- 文豪Stray Dogs 第3期（綁架專家）

2020年
- 名侦探柯南（米仓功人）
- 航海王－和之國篇（羊駝人）

2024年
- 殺手寓言（田高田健二郎[2]）

2025年
- 真·侍傳 YAIBA（呱田呱左衛門[3]）

### OVA
1999年
- 萬有引力（電視播報員）

### 動畫劇場版
- 銀魂劇場版 新譯紅櫻篇（村田鐵矢）
- 多啦A夢：大雄的宇宙英雄記(凸眼金魚)
- 我們這一家電影版（山本）
- 我們這一家3D電影版─熱血超能力 媽媽大暴走！（主持人）
- 蠟筆小新劇場版
  - 《溫泉保衛隊》（隊員B）
  - 《叢林大冒險》（航海人員A）
  - 《大人帝國的反擊》（肉店老闆）
  - 《光榮燒肉之路》（隊員）
  - 《西部大冒險》（傑士提斯的手下）
  - 《金矛的勇者》（瑪塔·塔比）
  - 《黃金間諜大作戰》（フカシ）
  - 《宇宙人Pi力來襲》（馬戲團主持人）
  - 《拉麵大亂鬥》（電視廣告）
  - 《天下春日部學院的怪奇事件》（理科老師）
- 名偵探柯南：異次元的狙擊手（介紹人）
- 名偵探柯南：唐紅的戀歌（製作人）

### 遊戲
- 結界師 黑芒樓之影（斑尾）

### 映画
他根本白癡(銀)

## 外部連結
- （日語）個人簡歷

1. ↑  . NHKアニメワールド.   [2017年6月10日]. （原始内容存档于2017年8月2日） （日语）.
2. ↑  . Comic Natalie. 2024-02-26  [2024-02-26]. （原始内容存档于2024-02-26） （日语）.
3. ↑  . Comic Natalie. 2025-02-08  [2025-02-08]. （原始内容存档于2025-02-16） （日语）.